# Dark Funeral (album)
Dark Funeral - minialbum z materiałem grupy black metalowej Dark Funeral wydany 4 maja 1994 roku przez wytwórnię Hellspawn Recrods.

## Lista utworów
1. „Open The Gates” – 4:34
2. „Shadows Over Transylvania” – 4:23
3. „My Dark Desires” – 3:53
4. „In The Sign Of The Horns” – 3:44

## Twórcy
- Paul „Themgoroth” Mäkitalo – gitara basowa, śpiew
- Micke „Lord Ahriman” Svanberg – gitara elektryczna
- David „Blackmoon” Parland – gitara elektryczna
- Draugen – perkusja